# کاتنوود (داکوتای جنوبی)
کاتنوود(به انگلیسی: Cottonwood) شهری در ایالت داکوتای جنوبی کشور ایالات متحده آمریکا است که جمعیت آن در سرشماری سال ۲۰۱۰ میلادی، ۹ نفر بوده‌است.